# Connection (Zeitschrift)
Connection war der Name einer Monatszeitschrift, die 1985 von Wolf Schneider (nicht zu verwechseln mit dem Journalisten und ehemaligen Leiter der Henri-Nannen-Schule Wolf Schneider) gegründet wurde. Seit 2005 erschien sie unter dem Namen Connection Spirit zehnmal im Jahr (jeweils eine Doppelnummer im Sommer und im Winter). Im selben Verlag (Connection AG, Niedertaufkirchen) erschienen auch die zwei Special-Interest-Zeitschriften Connection Tantra (seit 2005) und Connection Schamanismus (seit 2010).
Die Zeitschrift entstand innerhalb der Neo-Sannyas-Bewegung, löste sich aber schon bald (1986) von ihr. Seitdem war sie offen für alle Richtungen in der Folge des New Age. Die Zeitschrift verstand sich trotzdem als Medium der Aufklärung und wollte diese durch „die Ermächtigung des Individuums auch im Bereich des Religiösen“ (so ihr Mission-Statement) „fortführen bis hin zur Mystik“. Für ihre Periodika gab der Verlag zuletzt eine nicht beglaubigte Druckauflage von circa 10.000 Exemplaren an.
Am 31. Oktober 2015 hat die Connection AG ihre Verlagstätigkeit eingestellt. Die letzte Ausgabe von Connection Spirit erschien am 23. Oktober 2015.